# جالكتوز
الجالكتوز  (يسمى أيضاً سكر اللبن) هو نوع من السكر لا تصل درجة حلاوته إلى سكر العنب (جلوكوز)، وهو ضعيف الذوبان في الماء.